# Championnat du Luxembourg de football de deuxième division
Le Championnat du Luxembourg de football de deuxième division, appelé « Promotion d'Honneur », parfois abrégé PH, est la deuxième division du championnat de football semi-professionnel au Luxembourg et placée sous l'égide de la Fédération du Luxembourg de football.
Cette compétition constitue depuis sa création en 1909 l'antichambre de la première division, lancée la même année.
Le FC Wiltz 71 est le club le plus couronné de la compétition avec six titres, devant le CS Grevenmacher et l'US Rumelange. Le SC Bettembourg est le tenant du titre depuis son sacre lors de l'édition 2023-2024 du championnat.

## Histoire
La promotion d'honneur existe depuis 1960 et c'est la D2 Luxembourgeoise. Les meilleures équipes de chaque saison sont promues en Division Nationale alors que les plus mauvaises équipes sont reléguées en 1.Division

## Format de la compétition
Les 14 clubs s'affrontent lors d'une série de matches aller-retour s'étalant sur 26 journées.

## Palmarès

### Par saison
| Saison               | Premier                                                  | Deuxième                                                 | Troisième                                                | Participants              |
| -------------------- | -------------------------------------------------------- | -------------------------------------------------------- | -------------------------------------------------------- | ------------------------- |
| 1910-1940            | Informations indisponible                                | Informations indisponible                                | Informations indisponible                                | Informations indisponible |
| 1945-1946            | AS La Jeunesse d'Esch                                    | FC Racing Rodange                                        | US Rumelange                                             | 10                        |
| 1946-1947            | FC Red Black Pfaffenthal                                 | SC Bettembourg                                           | SC Tétange                                               | 12                        |
| 1947-1948            | FC Racing Rodange                                        | CS Pétange                                               | CS Obercorn                                              | 12                        |
| 1948-1949            | AS La Jeunesse d'Esch (2)                                | US Rumelange                                             | CS Grevenmacher                                          | 12                        |
| 1949-1950            | FC Racing Rodange (2)                                    | FC Chiers Rodange                                        | FCM Young Boys Diekirch                                  | 12                        |
| 1950-1951            | CS Fola Esch                                             | FC Avenir Beggen                                         | US Rumelange                                             | 12                        |
| 1951-1952 (Groupe A) | FC Red Star Merl-Belair                                  | CS Grevenmacher                                          | FCM Young Boys Diekirch                                  | 10                        |
| 1951-1952 (Groupe B) | Alliance Dudelange                                       | US Rumelange                                             | US Dudelange                                             | 10                        |
| 1952-1953 (Groupe A) | CS Grevenmacher                                          | FC Red Black Pfaffenthal                                 | Progrès 08 Grund                                         | 12                        |
| 1952-1953 (Groupe B) | US Dudelange                                             | US Rumelange                                             | FC The Belval Belvaux                                    | 12                        |
| 1953-1954 (Groupe A) | FC Racing Rodange (3)                                    | Progrès 08 Grund                                         | FC Jeunesse Wasserbillig                                 | 12                        |
| 1953-1954 (Groupe B) | Alliance Dudelange (2)                                   | FC The Belval Belvaux                                    | FC Chiers Rodange                                        | 12                        |
| 1954-1955 (Groupe A) | CA Spora Luxembourg                                      | Progrès 08 Grund                                         | FC Aris Bonnvoie                                         | 12                        |
| 1954-1955 (Groupe B) | FC Chiers Rodange                                        | US Rumelange                                             | FC The Belval Belvaux                                    | 12                        |
| 1955-1956 (Groupe A) | CS Grevenmacher (2)                                      | FC Aris Bonnevoie                                        | FC Jeunesse Wasserbillig                                 | 12                        |
| 1955-1956 (Groupe B) | SC Tétange                                               | US Dudelange                                             | FC The Belval Belvaux                                    | 12                        |
| 1956-1957 (Groupe A) | FC Chiers Rodange (2)                                    | FC Aris Bonnevoie                                        | FC Rapid Neudorf                                         | 12                        |
| 1956-1957 (Groupe B) | US Dudelange (2)                                         | FC The Belval Belvaux                                    | US Rumelange                                             | 12                        |
| 1957-1958            | The National Schifflange                                 | FC Jeunesse Wasserbillig                                 | FCM Young Boys Diekirch                                  | 12                        |
| 1958-1959            | CS Fola Esch (2)                                         | FC Aris Bonnevoie                                        | US Dudelange                                             | 12                        |
| 1959-1960            | FC Chiers Rodange (3)                                    | US Rumelange                                             | FC The Belval Belvaux                                    | 12                        |
| 1960-1961            | Alliance Dudelange (3)                                   | US Dudelange                                             | FC Progrès Niederkorn                                    | 12                        |
| 1961-1962            | FC Avenir Beggen                                         | FC The Belval Belvaux                                    | FC Jeunesse Wasserbillig                                 | 12                        |
| 1962-1963            | FC Jeunesse Wasserbillig                                 | FC Progrès Niederkorn                                    | CS Grevenmacher                                          | 12                        |
| 1963-1964            | US Rumelange                                             | FC Rapid Neudorf                                         | CS Obercorn                                              | 12                        |
| 1964-1965            | CS Pétange                                               | FC Avenir Beggen                                         | FC Progrès Niederkorn                                    | 12                        |
| 1965-1966            | US Mondorf                                               | FC Rapid Neudorf                                         | CS Grevenmacher                                          | 12                        |
| 1966-1967            | FC Progrès Niederkorn                                    | Red Boys Differdange                                     | Alliance Dudelange                                       | 12                        |
| 1967-1968            | CS Fola Esch (3)                                         | CS Grevenmacher                                          | FC Rapid Neudorf                                         | 12                        |
| 1968-1969            | Stade Dudelange                                          | CS Tétange                                               | FC Jeunesse Wasserbillig                                 | 12                        |
| 1969-1970            | CS Grevenmacher (3)                                      | Alliance Dudelange                                       | CS Fola Esch                                             | 12                        |
| 1970-1971            | The National Schifflange (2)                             | FC Etzella Ettelbruck                                    | CS Hollerich                                             | 12                        |
| 1971-1972            | SC Bettembourg                                           | CS Fola Esch                                             | CS Grevenmacher                                          | 12                        |
| 1972-1973            | FC Red Star Merl-Belair (2)                              | Stade Dudelange                                          | FC Progrès Niederkorn                                    | 12                        |
| 1973-1974            | FC Progrès Niederkorn (2)                                | Alliance Dudelange                                       | UN Käerjéng 97                                           | 12                        |
| 1974-1975            | FC Chiers Rodange (4)                                    | Stade Dudelange                                          | CS Grevenmacher                                          | 12                        |
| 1975-1976            | CS Grevenmacher (4)                                      | FC Red Black Pfaffenthal                                 | CA Spora Luxembourg                                      | 12                        |
| 1976-1977            | CA Spora Luxembourg (2)                                  | Union Luxembourg                                         | FC Blo-Wäiss Medernach                                   | 12                        |
| 1977-1978            | FC Aris Bonnevoie                                        | FCM Young Boys Diekirch                                  | FC Racing Rodange                                        | 12                        |
| 1978-1979            | CA Spora Luxembourg (3)                                  | Stade Dudelange                                          | CS Fola Esch                                             | 12                        |
| 1979-1980            | FC Olympique d'Esch                                      | Alliance Dudelange                                       | FC Wiltz 71                                              | 12                        |
| 1980-1981            | FC Wiltz 71                                              | UN Käerjéng 97                                           | US Rumelange                                             | 12                        |
| 1981-1982            | US Rumelange (2)                                         | Stade Dudelange                                          |                                                          | 12                        |
| 1982-1983            | CA Spora Luxembourg (4)                                  | FC Etzella Ettelbruck                                    |                                                          |                           |
| 1983-1984            | Alliance Dudelange (4)                                   | FC Olympique d'Esch                                      |                                                          | 12                        |
| 1984-1985            | CS Grevenmacher (5)                                      | FC Swift Hesperange                                      |                                                          |                           |
| 1985-1986            | FC Wiltz 71 (2)                                          | CS Pétange                                               |                                                          | 12                        |
| 1986-1987            | FC Aris Bonnevoie (2)                                    | US Rumelange                                             |                                                          | 12                        |
| 1987-1988            | CS Pétange (2)                                           |                                                          |                                                          | 12                        |
| 1988-1989            | FC Aris Bonnevoie (3)                                    | CS Fola Esch                                             | Alliance Dudelange                                       | 14                        |
| 1989-1990            | FC Progrès Niederkorn (3)                                |                                                          |                                                          | 14                        |
| 1990-1991            | FC Wiltz 71 (3)                                          | FC Koeppchen Wormeldange                                 |                                                          | 14                        |
| 1991-1992            | F91 Dudelange                                            | FC Etzella Ettelbruck                                    | CS Fola Esch                                             | 14                        |
| 1992-1993            | CS Pétange (3)                                           |                                                          |                                                          | 14                        |
| 1993-1994            | FC Wiltz 71 (4)                                          | FC Koeppchen Wormeldange                                 | FC Swift Hesperange                                      | 14                        |
| 1994-1995            | FC Rodange 91                                            | Sporting Mertzig                                         |                                                          | 14                        |
| 1995-1996            | CS Hobscheid                                             | US Rumelange                                             |                                                          | 14                        |
| 1996-1997            | Red Boys Differdange                                     | CS Pétange                                               |                                                          | 14                        |
| 1997-1998            | FC Aris Bonnevoie (4)                                    | FC Mondercange                                           |                                                          | 14                        |
| 1998-1999            | US Rumelange (3)                                         | FC Schifflange 95                                        | FC Rodange 91                                            | 14                        |
| 1999-2000            | FC Etzella Ettelbruck                                    | FC Rodange 91                                            | FCM Young Boys Diekirch                                  | 14                        |
| 2000-2001            | FC Swift Hesperange                                      | FC Progrès Niederkorn                                    | CA Spora Luxembourg                                      | 14                        |
| 2001-2002            | FC Wiltz 71 (5)                                          | FC Victoria Rosport                                      | UN Käerjéng 97                                           | 14                        |
| 2002-2003            | FC Etzella Ettelbruck (2)                                | CA Spora Luxembourg                                      | UN Käerjéng 97                                           | 14                        |
| 2003-2004            | CS Alliance 01                                           | CS Pétange                                               | UN Käerjéng 97                                           | 14                        |
| 2004-2005            | UN Käerjéng 97                                           | US Rumelange                                             | FC Mondercange                                           | 14                        |
| 2005-2006            | FC Differdange 03                                        | FC Progrès Niederkorn                                    | FC Mondercange                                           | 14                        |
| 2006-2007            | RM Hamm Benfica                                          | FC Avenir Beggen                                         | CS Fola Esch                                             | 14                        |
| 2007-2008            | US Rumelange (4)                                         | CS Fola Esch                                             | CS Steinfort                                             | 14                        |
| 2008-2009            | CS Pétange (4)                                           | FC Mondercange                                           | FC 72 Erpeldange                                         | 14                        |
| 2009-2010            | FC Wiltz 71 (6)                                          | FC Jeunesse Canach                                       | CS Obercorn                                              | 14                        |
| 2010-2011            | US Rumelange (5)                                         | Union05 Kayl-Tétange                                     | US Hostert                                               | 14                        |
| 2011-2012            | FC Jeunesse Canach                                       | FC Etzella Ettelbruck                                    | FC Wiltz 71                                              | 14                        |
| 2012-2013            | FC Swift Hesperange (2)                                  | US Rumelange                                             | FC UNA Strassen                                          | 14                        |
| 2013-2014            | FC Victoria Rosport                                      | US Hostert                                               | US Mondorf                                               | 14                        |
| 2014-2015            | RM Hamm Benfica (2)                                      | RFCU Luxembourg                                          | Football Club UNA Strassen                               | 14                        |
| 2015-2016            | UN Käerjéng 97 (2)                                       | UT Pétange                                               | FC Jeunesse Canach                                       | 14                        |
| 2016-2017            | US Esch                                                  | FC Rodange 91                                            | US Hostert                                               | 14                        |
| 2017-2018            | FC Etzella Ettelbruck (3)                                | US Rumelange                                             | UN Käerjéng 97                                           | 14                        |
| 2018-2019            | FC Rodange 91 (2)                                        | FC Blue Boys Muhlenbach                                  | FC Swift Hesperange                                      | 14                        |
| 2019-2020            | Saison interrompue à la suite de la pandémie de Covid-19 | Saison interrompue à la suite de la pandémie de Covid-19 | Saison interrompue à la suite de la pandémie de Covid-19 | 14                        |
| 2020-2021            | Saison interrompue à la suite de la pandémie de Covid-19 | Saison interrompue à la suite de la pandémie de Covid-19 | Saison interrompue à la suite de la pandémie de Covid-19 | 16                        |
| 2021-2022            | FC Mondercange                                           | UN Käerjéng 97                                           | FC Jeunesse Junglinster                                  | 16                        |
| 2022-2023            | FC Schifflange 95                                        | FC Marisca Mersch                                        | SC Bettembourg                                           | 16                        |
| 2023-2024            | SC Bettembourg (2)                                       | FC Rodange 91                                            | US Rumelange                                             | 16                        |
| 2024-2025            | FC Mamer 32                                              | UN Käerjéng 97                                           | FC Atert Bissen                                          | 16                        |

Légende
- Club en gras : club désigné champion, éventuellement vainqueur du match entre premiers des deux groupes.
- (entre parenthèses) : nombre de titres à cette date.
- * : Titre partagé entre plusieurs clubs.

### Par club
| Rang | Clubs                    | Titre(s) | Saison(s)                          |
| ---- | ------------------------ | -------- | ---------------------------------- |
| 1    | FC Wiltz 71              | 6        | 1981, 1986, 1991, 1994, 2002, 2010 |
| 2    | CS Grevenmacher          | 5        | 1953, 1956, 1970, 1976, 1985       |
| 2    | US Rumelange             | 5        | 1964, 1982, 1999, 2008, 2011       |
| 4    | FC Chiers Rodange        | 4        | 1955, 1957, 1960, 1975             |
| 4    | CA Spora Luxembourg      | 4        | 1955, 1977, 1979, 1983             |
| 4    | Alliance Dudelange       | 4        | 1952, 1954, 1961, 1984             |
| 4    | FC Aris Bonnevoie        | 4        | 1978, 1987, 1989, 1998             |
| 4    | CS Pétange               | 4        | 1965, 1988, 1993, 2009             |
| 9    | FC Racing Rodange        | 3        | 1948, 1950, 1954                   |
| 9    | CS Fola Esch             | 3        | 1951, 1959, 1968                   |
| 9    | FC Progrès Niederkorn    | 3        | 1967, 1974, 1990                   |
| 9    | FC Etzella Ettelbruck    | 3        | 2000, 2003, 2018                   |
| 13   | AS La Jeunesse d'Esch    | 2        | 1946, 1949                         |
| 13   | US Dudelange             | 2        | 1953, 1957                         |
| 13   | The National Schifflange | 2        | 1958, 1971                         |
| 13   | FC Red Star Merl-Belair  | 2        | 1952, 1973                         |
| 13   | FC Swift Hesperange      | 2        | 2001, 2013                         |
| 13   | FC Luxembourg City       | 2        | 2007, 2015                         |
| 13   | UN Käerjéng 97           | 2        | 2005, 2016                         |
| 13   | FC Rodange 91            | 2        | 1995, 2019                         |
| 13   | SC Bettembourg           | 2        | 1972, 2024                         |
| 22   | FC Red Black Pfaffenthal | 1        | 1947                               |
| 22   | SC Tétange               | 1        | 1956                               |
| 22   | FC Avenir Beggen         | 1        | 1962                               |
| 22   | FC Jeunesse Wasserbillig | 1        | 1963                               |
| 22   | US Mondorf               | 1        | 1966                               |
| 22   | Stade Dudelange          | 1        | 1969                               |
| 22   | FC Olympique d'Esch      | 1        | 1980                               |
| 22   | F91 Dudelange            | 1        | 1992                               |
| 22   | CS Hobscheid             | 1        | 1996                               |
| 22   | Red Boys Differdange     | 1        | 1997                               |
| 22   | CS Alliance 01           | 1        | 2004                               |
| 22   | FC Differdange 03        | 1        | 2006                               |
| 22   | FC Jeunesse Canach       | 1        | 2012                               |
| 22   | FC Victoria Rosport      | 1        | 2014                               |
| 22   | US Esch                  | 1        | 2017                               |
| 22   | FC Mondercange           | 1        | 2022                               |
| 22   | FC Schifflange 95        | 1        | 2023                               |
| 22   | FC Mamer 32              | 1        | 2025                               |